# 북대구 나들목
북대구 나들목(N.Daegu IC)은 대구광역시 북구 서변동, 조야동에 걸쳐 설치된 경부고속도로의 16번, 중앙고속도로의 13번 교차로이다. 서변남로를 통해 대구 시내 (북구 서변동, 침산동, 산격동 일대)로 진출할 수 있으며, 서변남로를 통해 신천대로와 연결되어 교통량이 많은 나들목이다. 개통 당시 명칭은 서대구 나들목이었으며, 1995년 6월 1일 지금과 같은 북대구 나들목으로 명칭을 변경했다.

## 연혁
- 1970년 7월 7일 : 경부고속도로 대전 ~ 대구 구간 개통에 따라 경상북도 대구시 북구 팔달동 위치에서 서대구 나들목으로 통행 개시[3]
- 1990년 9월 1일 : 나들목 이설 공사로 대구직할시 북구 조야동 ~ 서변동 3.246km 구간 도로구역 변경[4]
- 1992년 2월 10일 : 나들목 이설로 인해 대구직할시 북구 서변동 1.4km 구간 도로구역 변경[5]
- 1995년 6월 1일 : 북대구 나들목으로 변경
- 2018년 11월 22일 : 하이패스센터 개소[6]

## 구조물 정보
- 영업소: 대구광역시 북구 서변남로 121 (서변동)

## 접속하는 도로
- 대구광역시도 제12호선 (서변남로)
- 간접 연결 : 대구광역시도 제11호선 (신천대로, 서변대교 이용), 국도 제4호선 및 국도 제25호선 (노원로, 신천대로 이용)

## 교통량 정보
| 요금소          | 통행량 (대/일) | 통행량 (대/일) | 통행량 (대/일) | 통행량 (대/일) | 통행량 (대/일) | 통행량 (대/일) | 통행량 (대/일) | 통행량 (대/일) | 통행량 (대/일) | 통행량 (대/일) | 각주  |
| 요금소          | 2001년         | 2002년         | 2003년         | 2004년         | 2005년         | 2006년         | 2007년         | 2008년         | 2009년         | 2010년         | 각주  |
| --------------- | -------------- | -------------- | -------------- | -------------- | -------------- | -------------- | -------------- | -------------- | -------------- | -------------- | ----- |
| 북대구 (폐쇄식) | 23,329         | 24,236         | 23,867         | 26,071         | 29,776         | 30,896         | 30,746         | 29,675         | 30,783         | 32,816         | [ 7 ] |
| 요금소          | 2011년         | 2012년         | 2013년         | 2014년         | 2015년         | 2016년         | 2017년         | 2018년         | 2019년         |                | [ 7 ] |
| 북대구 (폐쇄식) | 33,426         | 33,389         | 34,046         | 34,602         | 36,138         | 36,874         | 36,810         | 36,790         | 36,697         |                | [ 7 ] |